# 小行星8393
小行星8393（英語：8393 Tetsumasakamoto）是一颗围绕太阳公转的小行星。1993年10月15日，圓舘金、渡邊和郎在北见发现了此天体。
这颗小行星的绝对星等为316.61521等。